# تپه سورنی سفلا
تپه سورنی سفلا مربوط به عصر مس و سنگ - عصر آهن است و در شهرستان کرمانشاه، بخش مرکزی، دهستان رازآور، وسط روستای سورنی سفلا واقع شده و این اثر در تاریخ ۱۵ دی ۱۳۸۷ با شمارهٔ ثبت ۲۴۱۳۳ به‌عنوان یکی از آثار ملی ایران به ثبت رسیده است.